# Wheeling (Wirginia Zachodnia)
Wheeling – miasto w stanie Wirginia Zachodnia, w Stanach Zjednoczonych, nad rzeką Ohio, siedziba administracyjna hrabstwa Ohio. Według spisu ludności sporządzonego w roku 2019 miasto miało 26 430 mieszkańców.
W mieście rozwinął się przemysł metalowy, maszynowy, szklarski, tytoniowy, włókienniczy oraz hutniczy.
W 1835 r. zostało założone muzeum z kolekcją szkła.